# Фристайл на зимней Универсиаде 2019
Фристайл на зимней Универсиаде 2019 — соревнования по Фристайлe в рамках зимней Универсиады 2019 года прошли с 3 марта по 11 марта в российском городе Красноярск, на территории спортивно-тренировочного комплекса «Академия зимних видов спорта». Были разыграны 11 комплектов наград.

## История
Соревнования по Фристайлу на Универсиадах всегда привлекают интерес зрителей. Это вид программы является дополнительным и включён по предложению оргкомитета принимающей стороны. Но, с Универсиады 2021 года, которая состоится в Швейцарии, этот вид спорта будет также обязательным.
На прошлой Универсиаде в Казахстане отличились местные спортсмены студенты. В общей сложности Казахстан в этом виде спорта завоевал пять золотых (всего 9 комплектов разыгрывалось), одну серебряную и три бронзовые медали. Двойные победы одержали Дмитрий Рейхард и Юлия Галышева. Спортсмены Китая смогли добыть две медали высшего достоинства. Российская сборная, благодаря прежде всего усилиям Анны Антоновой в Ски-кроссе (одержала победу), Сергея Шимбуева в могульных дисциплинах (две серебряные медали) завоевала одну золотую, шесть серебряных и одну бронзовую медаль.
Программа настоящих игр по сравнению с предыдущими изменилась, были разыграны одиннадцать комплектов наград, что на два больше. Все дисциплины повторяют программу прошлой Универсиады (могул, параллельный могул, акробатика, ски-кросс и командная лыжная акробатика) и плюсом добавлены соревнования в Слоуп-стайле у мужчин и женщин.

## Правила участия
В соответствии с Положением FISU, лыжники должны соответствовать следующим требованиям для участия во Всемирной универсиаде (статья 5.2.1):
- До соревнований допускаются студенты обучающиеся в настоящее время в высших учебных заведениях, либо окончившие ВУЗ не более года назад.
- Все спортсмены должны быть гражданами страны, которую они представляют.
- Участники должны быть старше 17-ти лет, но младше 28-ми лет на 1 января 2019 года (то есть допускаются только спортсмены родившиеся между 1 января 1991 года и 31 декабря 2001 года).

Все виды программы проводятся и судятся по международным правилам проведения соревнований по фристайлу.

## Календарь
| ЦО | Церемония открытия | ● | Квалификации | 2 | Финалы соревнований | ЦЗ | Церемония закрытия |

| Март     | 01 Пт | 02 Сб | 03 Вс | 04 Пн | 05 Вт | 06 Ср | 07 Чт | 08 Пт | 09 Сб | 10 Вс | 11 Пн | 12 Вт | Соревнования |
| -------- | ----- | ----- | ----- | ----- | ----- | ----- | ----- | ----- | ----- | ----- | ----- | ----- | ------------ |
| Фристайл | ЦО    |       | 2     | 1     | 1     | 1     |       |       | 2     | 2     | 2     | ЦЗ    | 11           |

## Результаты

### Мужчины
| Дисциплина                  | Золото         | Золото | Серебро        | Серебро | Бронза             | Бронза |
| --------------------------- | -------------- | ------ | -------------- | ------- | ------------------ | ------ |
| Могул Протокол              | Бенджамин Каве | 80.36  | Даити Хара     | 80.22   | Икума Хорисима     | 79.04  |
| Параллельный могул Протокол | Икума Хорисима |        | Павел Колмаков |         | Бенджамин Каве     |        |
| Лыжная акробатика Протокол  | Максим Буров   | 119.91 | Ли Чжунлинь    | 87.77   | Руслан Катманов    | 87.77  |
| Ски-кросс Протокол          | Артём Набиулин |        | Максим Вихров  |         | Флориан Вильмсманн |        |
| Слоуп-стайл Протокол        | Тобиас Мюллер  | 92.00  | Элиот Гори     | 89.20   | Йона Шмидхальтер   | 89.20  |

### Женщины
| Дисциплина                  | Золото                 | Золото | Серебро            | Серебро | Бронза                | Бронза |
| --------------------------- | ---------------------- | ------ | ------------------ | ------- | --------------------- | ------ |
| Могул Протокол              | Кисара Сумиёси         | 65.86  | Леа Боуард         | 65.65   | Софи Виесе            | 60.43  |
| Параллельный могул Протокол | Леа Боуард             |        | Кисара Сумиёси     |         | Елизавета Безгодова   |        |
| Лыжная акробатика Протокол  | Александра Романовская | 100.29 | Любовь Никитина    | 91.29   | Жанбота Алдабергенова | 79.38  |
| Ски-кросс Протокол          | Екатерина Мальцева     |        | Анна Антонова      |         | Клара Каспарова       |        |
| Слоуп-стайл Протокол        | Лана Прусакова         | 87.00  | Анастасия Таталина | 84.60   | Лу Барин              | 74.80  |

### Командные соревнования
| Дисциплина                           | Золото                                             | Золото | Серебро                                             | Серебро | Бронза                                    | Бронза |
| ------------------------------------ | -------------------------------------------------- | ------ | --------------------------------------------------- | ------- | ----------------------------------------- | ------ |
| Командная лыжная акробатика Протокол | Беларусь · Александра Романовская · Артём Башлаков | 182.42 | Россия 2 · Кристина Спиридонова · Станислав Никитин | 181.27  | Россия 1 · Любовь Никитина · Максим Буров | 170.04 |

## Медальный зачёт во фристайле
| Место | Страна     | Золото | Серебро | Бронза | Всего |
| ----- | ---------- | ------ | ------- | ------ | ----- |
| 1     | Россия     | 4      | 5       | 3      | 12    |
| 2     | Япония     | 2      | 2       | 1      | 5     |
| 3     | Германия   | 2      | 1       | 2      | 5     |
| 4     | Белоруссия | 2      | 0       | 0      | 2     |
| 5     | Франция    | 1      | 1       | 2      | 4     |
| 6     | Казахстан  | 0      | 1       | 1      | 2     |
| 7     | Китай      | 0      | 1       | 0      | 1     |
| 8-9   | Швейцария  | 0      | 0       | 1      | 1     |
| 8-9   | Чехия      | 0      | 0       | 1      | 1     |
| Всего | Всего      | 11     | 11      | 11     | 33    |